# Muzeul bombei atomice de la Nagasaki
Muzeul bombei atomice de la Nagasaki (長崎原爆資料館 Nagasaki Genbaku Shiryōkan?) se află în orașul Nagasaki, Japonia. Muzeul este un memorial al bombardamentului atomic de la Nagasaki efectuat de către Statele Unite ale Americii la data de 9 august 1945, ora 11:02:35. Bomba a marcat o nouă eră în război, făcând Nagasaki un loc simbolic pentru un memorial. Omologul său din Hiroshima este Muzeul Memorial al Păcii Hiroshima. Aceste locații simbolizează vârsta nucleară, reamintind vizitatorilor distrugerile catastrofale provocate de armele nucleare și semnifică un angajament față de pace. 
În imediata apropiere a muzeului se află Memorialul național al victimelor bombei atomice⁠(en)[traduceți], construit în 2003.